# Briana Loves Jenna
Briana Loves Jenna је амерички порно-филм који је урађен крајем 2001. године. Режију је урадио Џастин Стерлинг, а то је у ствари псеудоним Џеја Грдине.
Филм је смештен у психијатријску болницу, пацијент је Џена a Џим Енрајт је лекар. Џена прича лекару своје фантазије и описује шта се догађа у њима.
Ово је први филм у продукцији компаније ClubJenna, и био је успешан, освојивши награде AVN за најпродаванији и најбољи порнографски филм у 2002. години. Коштао је 280 хиљада долара и зарадио је преко 1 милиона у првој години. Џена Џејмсон се после паузе од неколико година вратила порнографији управо у овом филму. Поред ње у главној улози је позната порно глумица Брајана Бенкс.

## Улоге
| Глумац        | Улога   |
| ------------- | ------- |
| Џена Џејмсон  | Џена    |
| Брајана Бенкс | Брајана |
| Ерик Еверхард |         |
| Исабела Камил |         |
| Џим Енрајт    |         |